# Rhacophorus wui
Espèce
Rhacophorus wui est une espèce d'amphibiens de la famille des Rhacophoridae.

## Répartition
Cette espèce est endémique du Hubei en République populaire de Chine. Elle se rencontre à Lichuan.

## Publication originale
- Li, Liu, Chen, Wu, Murphy, Zhao, Wang & Zhang, 2012 : Molecular phylogeny of treefrogs in the Rhacophorus dugritei species complex (Anura: Rhacophoridae), with descriptions of two new species. Zoological Journal of the Linnean Society, vol. 165, no 1, p. 143-162.